# いちばん近くにいてね
『いちばん近くにいてね』（いちばんちかくにいてね）は、大黒摩季の11thシングル。CDコードはJBDJ - 1002。

## 概要
初登場は週間2位に留まる（1位はL⇔R「KNOCKIN' ON YOUR DOOR」で約8千枚の僅差であった）も、「ら・ら・ら」の大ヒットの影響もあり90万枚近くを売り上げ、自身5番目のヒットになっている。
大黒の初ライブで最初に披露された曲であり、大黒が人前で歌った初めての曲でもある。
笑顔でのカメラ目線のジャケットはこれが初めてである。このことについて大黒は当時「最近、カメラマンからいい笑顔になったって言われるんですよ。」と話していた。
明治アメリカンチップスのCMソングに使用された。

## 収録曲
1. いちばん近くにいてね
作詞・作曲：大黒摩季／編曲：葉山たけし
2. El amor es ciego 〜恋は盲目〜
作詞・作曲：大黒摩季／編曲 葉山たけし
3. いちばん近くにいてね（オリジナル・カラオケ）
4. El amor es ciego 〜恋は盲目〜（オリジナル・カラオケ）

## 収録アルバム
- LA.LA.LA
- BACK BEATs ＃1
- MAKI OHGURO BEST OF BEST～All Singles Collection～
- Greatest Hits 1991-2016 〜All Singles +〜